# Ramón Gómez y Pulido
Ramón Gómez y Pulido   (Ayamonte, 30 de novembre de 1811 - Madrid, 4 de març de 1875) va ser un militar espanyol, Capità general de València i governador de Ceuta i Puerto Rico.

## Biografia
De família militar, en 1825 començà a treballar al Ministeri de Guerra d'Espanya i en 1831 fou ascendit a alferes. Després de participar en observacions a Portugal, en 1834 va lluitar a la primera guerra carlina, on va ser ascendit a tinent, el 1837 a capità i el 1838 a comandant. Després de la rendició de Pamplona, el 1841 fou ascendit a tinent coronel, i en 1843, després de les accions a Barcelona i Figueres, a coronel.
En 1852 és ascendit a brigadier de cavalleria i en 1853 nomenat Cap d'Estat Major. Després del triomf de la vicalvarada és nomenat governador militar de Tarragona i després de combatre els opositors al Maestrat i Catalunya, el 1858 és elegit diputat a Corts per la província de Tarragona. De 1854 a 1859 fou nomenat cap de la Comandància General de Ceuta, on es va distingir en els enfrontaments contra els marroquins. En 1860 fou ascendit a mariscal de camp i comandant militar d'Oviedo (1865), Ceuta (1866) i Madrid (1868). Després del triomf de la revolució de 1868 és ascendit a tinent general i nomenat Capità general de Castella la Vella (1869-1871). Deixà el càrrec quan fou nomenat Capità general de València (1871), però deixà el càrrec uns mesos després quan fou nomenat governador de Puerto Rico. Durant aquest mandat es va annexar el barri de La Marina a San Juan de Puerto Rico, alhora que feia enderrocar les muralles de la ciutat. Abans de les eleccions generals espanyoles d'agost de 1872 fou destituït i va tornar a la Península. En 1874 fou nomenat Director General de Cavalleria, càrrec del que en va dimitir en gener de 1875. Va morir poc després a Madrid.